# Nitrógeno-14
El nitrógeno-14 es un isótopo estable, no-radiactivo del elemento químico nitrógeno. 
El nitrógeno-14 abarca aproximadamente el 99% de todo el nitrógeno natural. Es la fuente de la ocurrencia natural del carbono-14, que es creado cuando la radiación cósmica interactúa con el nitrógeno-14 de la atmósfera superior. Este también se forma durante la degradación radiactiva del carbono-14. Sin embargo, como casi con todos los elementos más pesados que el helio(He), se cree que la fuente original del nitrógeno-14 en el universo es la núcleo síntesis estelar. Se produce como parte del ciclo CNO de las reacciones en el núcleo estelar.
| Nitrógeno-13                        | Isótopos de Nitrógeno    | Nitrógeno-15     |
| ----------------------------------- | ------------------------ | ---------------- |
| Producido de: Oxígeno-14 Carbono-14 | Cadena de desintegración | Decae a: Estable |

- Datos: Q1138479